# 陈家墙门
29°52′5.81″N 121°33′51.6″E / 29.8682806°N 121.564333°E
陈家墙门位于中国浙江省宁波市鄞州区彩虹北路49弄21、22号，清朝建筑，为独立院落但共享花园，共有两进，后天井有门通花园，中轴线上自南而北依次为大门、前天井两侧厢房、前进、后天井东门楼西厢房及后楼，与隔壁王宅既相通又相互独立，2010年公布为江东区文物保护单位:434，2020年8月5日因行政区划调整公布为鄞州区文物保护单位。